# Анџеља Перистери
Анџеља Перистери (алб. Anxhela Peristeri; рођена 24. марта 1986), позната и као Анџеља, албанска је певачица, текстописац и модел. Она је била представник Албаније на Песми Евровизије 2021.

## Живот и каријера

### 1986–2015: Рани живот и почеци каријере
Анкхела Перистери је рођена 24. марта 1986. године у албанској породици православне вероисповести у граду Корче, тадашњој Народној Републици Албанији, данашња Албанија. Тамо је почела да се бави музиком и похађала средњу школу у основним годинама учећи виолину. Године 2001. Перистери је учествовала као такмичарка на националном избору за Мис Албаније у Тирани. Њени почетни походи у музичку индустрију били су у децембру 2001. године када је безуспешно учествовала на 40. издању Festivali i Këngës са песмом „Ветем ти те кам”. Након што је дипломирала у Тирани, Перистери и њена породица преселили су се у Солун, у Грчкој. Током интервјуа у Грчкој, Перистери је изјавила да је њен прадеда по оцу био Грк, од кога је наследила презиме Перистери. У једном другом интервјуу у Грчкој, на питање да ли себе сматра Гркињом, одговорила је да је Албанка и да њена веза са Грчком потиче од далеког претка, односно њеног прадеде. Описујући свој живот у овој потоњој земљи, изјавила је да је доживела дискриминацију због свог албанског порекла.

### 2016 – данас:Кенга МагјикеиЕвровизија
Од марта до јуна 2016, Перистери се појавила као такмичар у првој сезони серије Твоје лице звучи познато и на крају победила на такмичењу. Касније те године у децембру, певачица је учествовала на Kënga Magjike са песмом „Гењештар“ и завршила на другом месту. Годину дана касније, вратила се да се такмичи у 19. издању овог фестивала и победила. Балканска балада која укључује албанске народне елементе, "Па муа" је на крају проглашена за песму године од стране Академије Култ на додели Култ награда 2019, а Перистери је донирала своје наградне награде жртвама земљотреса у Албанији 2019. године .
У октобру 2020. године, албански емитер Radio Televizioni Shqiptar (РТСХ) објавио је Анџељу као изабраног такмичара за такмичење на 59. Festivali i Këngës са песмом " Карма ". Током великог финала Festivali i Këngës у децембру 2020. године, певачица је постала победница и тако је проглашена за представника Албаније за Песму Евровизије 2021 . У полуфиналу Песме Евровизије у мају 2021. Перистери се успешно квалификовала за велико финале и на крају завршила на 21. месту. Њен други студијски албум је тренутно у изради.

## Дискографија

### Албуми
- Анџеља пер ју (2004)
- Најављен

### Синглови
- "Lujta" (2020)
- Карма (2021)
- "Me ty do dehëm" (2022)